# 금호고등학교 (광주)
금호고등학교(錦湖高等學校)는 대한민국 광주광역시 북구 운암동에 위치한 사립 고등학교이다.

## 학교 연혁
- 1959년 12월 26일 : 학교법인 죽호학원 설립 허가
- 1959년 12월 26일 : 초대 이사장 금호 박인천 선생 취임
- 1973년 1월 25일 : 금호고등학교 24학급 설립 인가
- 1973년 3월 8일 : 금호고등학교 개교
- 1973년 3월 8일 : 제1회 신입생 10학급 480명 입학
- 1973년 3월 8일 : 초대 교장 김영 선생 취임
- 1975년 2월 26일 : 본관 준공
- 1980년 1월 30일 : 과학관 준공
- 1984년 4월 26일 : 후관 준공
- 1991년 2월 29일 : 신관 4, 5층 증축 별관 개축
- 1998년 3월 3일 : 기숙사 준공
- 2023년 12월 26일 : 제17대 이사장 김현철 선생 취임
- 2025년 1월 15일 : 제50회 졸업식(졸업생 210명, 총 21,884명)
- 2025년 3월 1일 : 제14대 교장 윤금란 선생 취임
- 2025년 3월 4일 : 제53회 입학식(신입생 9학급 217명 입학)

## 참고 자료
- 금호고등학교 - 한국교육학술정보원 학교알리미